# Райчо Спиридонов
Райчо Спиридонов е български революционер, деец на Вътрешната македоно-одринска революционна организация.

## Биография
Райчо Спиридонов е роден в град Сливен, тогава в Османската империя. Присъединява се към ВМОРО и действа във вътрешността на Македония. Липсват други сведения за него.